# Guillermo García Ponce
Guillermo García Ponce (Caracas, 10 de abril de 1925-Ib., 11 de septiembre de 2010) fue un político venezolano.

## Biografía

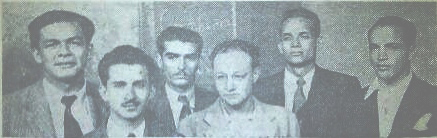
Guillermo García Ponce en el comité organizador de la Juventud Comunista de Venezuela.

Guillermo García Ponce fue miembro de la Junta Patriótica durante la dictadura de Marcos Pérez Jiménez. Fue militante del Partido Comunista de Venezuela y jugó un papel importante en las insurrecciones del Carupanazo y el Porteñazo. Después de abandonar el Partido Comunista fundó Vanguardia Unitaria Comunista y Vanguardia Comunista.
En la época del bipartidismo es acusado de rebelión militar y es encarcelado en el Cuartel San Carlos, donde en 1964 propuso que el Día del Periodista Venezolano fuese el 27 de junio, fecha en la que se fundó el Correo del Orinoco. En febrero de 1967 protagoniza una fuga del Cuartel San Carlos junto con Teodoro Petkoff y Pompeyo Márquez, a través de un túnel de 28 metros de largo de tres años de construcción.
Fue miembro de la Asamblea Nacional Constituyente que redactó la Constitución aprobada en 1999. En septiembre de 2003 fundó el Diario VEA. Guillermo García Ponce falleció en horas de la tarde del 11 de septiembre de 2010 tras batallar contra un cáncer. Recibió post mórtem por parte del entonces presidente de Venezuela Hugo Chávez el Gran Cordón de la Orden del Libertador en su Primera Clase.

## Obras
Entre sus obras están:
- Las Armas en la Guerra de Independencia
- Política y Clase Media
- Teoría política y realidad nacional
- Política, táctica y estrategia
- Armas en el guerra federal
- La insurrección
- La fuga del cuartel San Carlos
- El Misterio de Miraflores